# Quercus valdinervosa
Quercus valdinervosa — вид рослин з родини букових (Fagaceae), поширений на островах Борнео й Суматра.

## Середовище проживання
Поширення: Бруней, Індонезія (Калімантан, Суматра); Малайзія (Сабах, Саравак). Росте на висотах від 480 до 2300 метрів, у дубово-лаврових гірських лісах.

## Використання й загрози
Вид, ймовірно, серйозно страждає від перетворення землі під пальмову олію, вирубування та спалювання. Як правило, породи з роду Quercus використовуються як незначні породи деревини на Борнео.